# Elizabeth II:s död och begravning
Elizabeth II:s död och begravning inleddes den 8 september 2022 när Elizabeth II, regerande drottning av Storbritannien och de andra Samväldesrikena, såväl som den äldsta levande och längst regerande brittiska monarken avled vid 96 års ålder på Balmoral Castle i Skottland. Hon avled innan klockan 16:30 (BST), och hennes död tillkännagavs offentligt klockan 18:30 genom ett meddelande som fästes på portarna till Buckingham Palace. Samma meddelande publicerades på kungahusets officiella webbplats liksom dess officiella twitterkonto. Vid detta tillfälle direktsände BBC samma meddelande, följt av den brittiska nationalsången. Hon efterträddes på tronen av sin äldste son Charles. 
Drottningens död satte igång Operation London Bridge is Down, en samling planer och arrangemang för hennes begravning, och Operation Unicorn, som gjorde drottningens död i Skottland officiell. Storbritannien iakttog en landssorg under tio dagar. Den 19 september 2022 hölls en statsbegravning i Westminster Abbey, följt av en pliktgudstjänst samma dag i St. George's Chapel inne på Windsor Castle. Drottningen begravdes i King George VI Memorial Chapel i St George's under kvällen i en helt privat ceremoni för den närmaste familjen. Dagen för statsbegravningen var en nationell helgdag i Storbritannien och en allmän helgdag i Kanada, med senare minneshelger i Australien (22 september) och Nya Zeeland (26 september).

## Bakgrund
Drottningen hade varit vid god hälsa under större delen av sitt liv. Efter sin make prins Philips död började hon för första gången använda käpp vid offentliga evenemang. Den 20 oktober 2021 tillbringade drottningen natten på Kung Edward VII:s sjukhus i centrala London, vilket ledde till att schemalagda besök till Nordirland och COP26-toppmötet i Glasgow ställdes in. Hon ådrog sig en sträckning i ryggen i november 2021 och kunde inte närvara vid National Service of Remembrance. I februari 2022, under covid-19-pandemin, var drottningen en av flera personer på Windsor Castle som testade positivt för covid-19. Hennes symtom beskrevs som milda och förkylningslika. Hon kommenterade kort efter att sjukdomen "gjort mig väldigt trött och utmattad". Med tanke på att hälsoeffekterna av covid-19 och postcovid är kända för att vara allvarligare bland äldre människor, blev monarkens hälsa en anledning för oro för många kommentatorer.
Drottningen sades må bra nog att återuppta sina officiella plikter senast den 1 mars 2022, nio dagar efter att hon testat positivt. Hon deltog i minnesgudstjänsten för prins Philip i Westminster Abbey den 29 mars, men valde att inte delta i den årliga Commonwealth Day samma månad och Maundy service i april. I maj missade hon den statliga invigningen av parlamentet för första gången på 59 år (hon deltog inte 1959 och 1963, eftersom hon var gravid med prins Andrew respektive prins Edward). I drottningens frånvaro, öppnades parlamentet av prins Charles och prins William som statsråd. Prins Charles, den dåvarande arvtagaren, fick mer officiellt ansvar mot slutet av drottningens liv. I juni deltog hon inte i National Service of Thanksgiving för hennes platinajubileum. Drottningen var till stor del begränsad till balkongframträdanden under firandet.
Den 6 september, två dagar före sin död, accepterade drottningen Boris Johnsons avgång och utsåg Liz Truss att efterträda honom som Storbritanniens premiärminister. För första gången ägde traditionen inte rum på Buckingham Palace, utan på Balmoral Castle, där drottningen var på semester. Den 7 september skulle drottningen deltagit i ett onlinemöte i kronrådet för att svära in nya ministrar i Truss regering. Det tillkännagavs dock att mötet hade ställts in efter att läkare gett henne rådet att vila. Drottningens sista offentliga uttalande, som utfärdades samma dag, var ett meddelande om kondoleanser för offren för massknivhuggningen (11 döda och 18 skadade) den 4 september i kanadensiska Saskatchewan.

## Tidslinje

### 8 september
Klockan 06:50 BST lämnade drottningens helikopter Windsor Castle för att i Skottland transportera prins Charles från Dumfries House till Balmoral Castle. Klockan 10:30 anlände han till slottet. Prinsessan Anne bodde redan på Balmoral och mötte honom där. Camilla, hertiginna av Cornwall, reste också till Balmoral, även om det inte är klart för allmänheten om hon följde med sin man Charles eller reste på egen hand. Premiärminister Liz Truss informerades någon gång på morgonen av kabinettssekreteraren Simon Case, att drottningen var allvarligt sjuk.

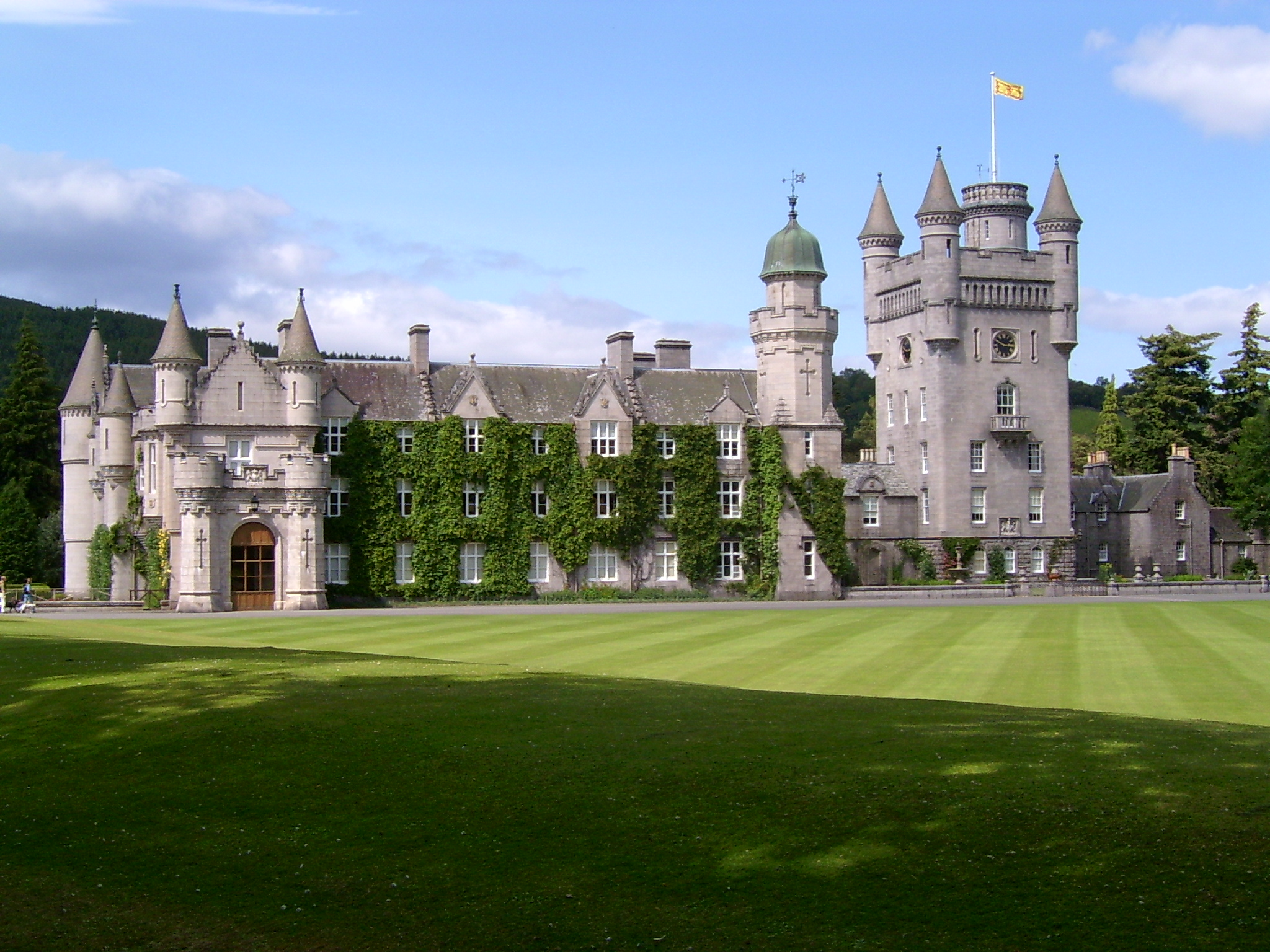
Balmoral Castle (bilden 2004), där drottningen dog.

Klockan 12:00 informerades premiärministern och oppositionens biträdande ledare, Angela Rayner, om drottningens hälsa genom anteckningar som cirkulerade under ett tal i parlamentet av oppositionsledaren Keir Starmer. Inom en timme, klockan 12:30, meddelade Buckingham Palace offentligt att drottningen var "under medicinsk bevakning" på Balmoral Castle efter att läkare uttryckt oro över hennes hälsa. Uttalandet löd: "Efter ytterligare utvärdering i morse är drottningens läkare oroliga för Hennes Majestäts hälsa och har rekommenderat att hon förblir under medicinsk övervakning. Drottningen är fortfarande bekväm och på Balmoral." Talmannen för underhuset, Lindsay Hoyle, skickade korta lyckönskningar i parlamentet som svar på nyheten.
Prins William, prins Andrew, prins Edward och hans maka Sophie samt prins Harry meddelade att de skulle resa till Balmoral, medan Catherine, prinsessa av Wales och Meghan, hertiginna av Sussex stannade kvar i Windsor respektive London. Klockan 12:40 avbröt BBC från regelbunden sändning på BBC One för att kontinuerligt täcka drottningens tillstånd, med alla BBC:s nyhetsjournalister och sändare klädda i svarta kläder senare under eftermiddagen. Särskilda rapporter om drottningens tillstånd sändes på andra stora tv-kanaler i Storbritannien, inklusive ITV, Channel 4, Channel 5. Klockan 14:30 for prins William, prins Andrew, prins Edward och Sophie från flygplatsen RAF Northolt till Aberdeen International Airport.
Drottningen avled klockan 15:10. Simon Case informerade premiärminister Liz Truss om drottningens död klockan 16:30. Trettio minuter senare anlände prins William, prins Andrew, prins Edward och Sophie till Balmoral. Två timmar senare, klockan 18:30, hade drottningens död tillkännagivits offentligt. Kungafamiljen tillkännagav hennes död på Twitter med följande uttalande: "Drottningen somnade in i frid på Balmoral i eftermiddag. Kungen och Queen Consort (kungens gemål) kommer att stanna kvar på Balmoral i kväll och kommer att återvända till London i morgon."
Brittiska tv-meddelanden om drottningens död började klockan 18:31; nyhetspresentatören Huw Edwards läste kungafamiljens uttalande under en direktsändning på BBC News-kanalen och BBC One. Tre minuter senare upprepade Edwards uttalandet över alla utom några BBC-kanaler, varefter den brittiska nationalsången spelades. Det uppskattades att minst 16 miljoner människor i Storbritannien kan ha sett meddelandet om dödsfallet vid den tiden. Ett porträtt av drottningen från 1992 av Richard Stone valdes att visas upp för tillkännagivandet. Klockan 18:32, gjorde värdarna för BBC Radio 4 och BBC Radio 5 Live liknande tillkännagivanden, och klockan 18:36 sände alla BBC-radiostationer det formella tillkännagivandet samtidigt.

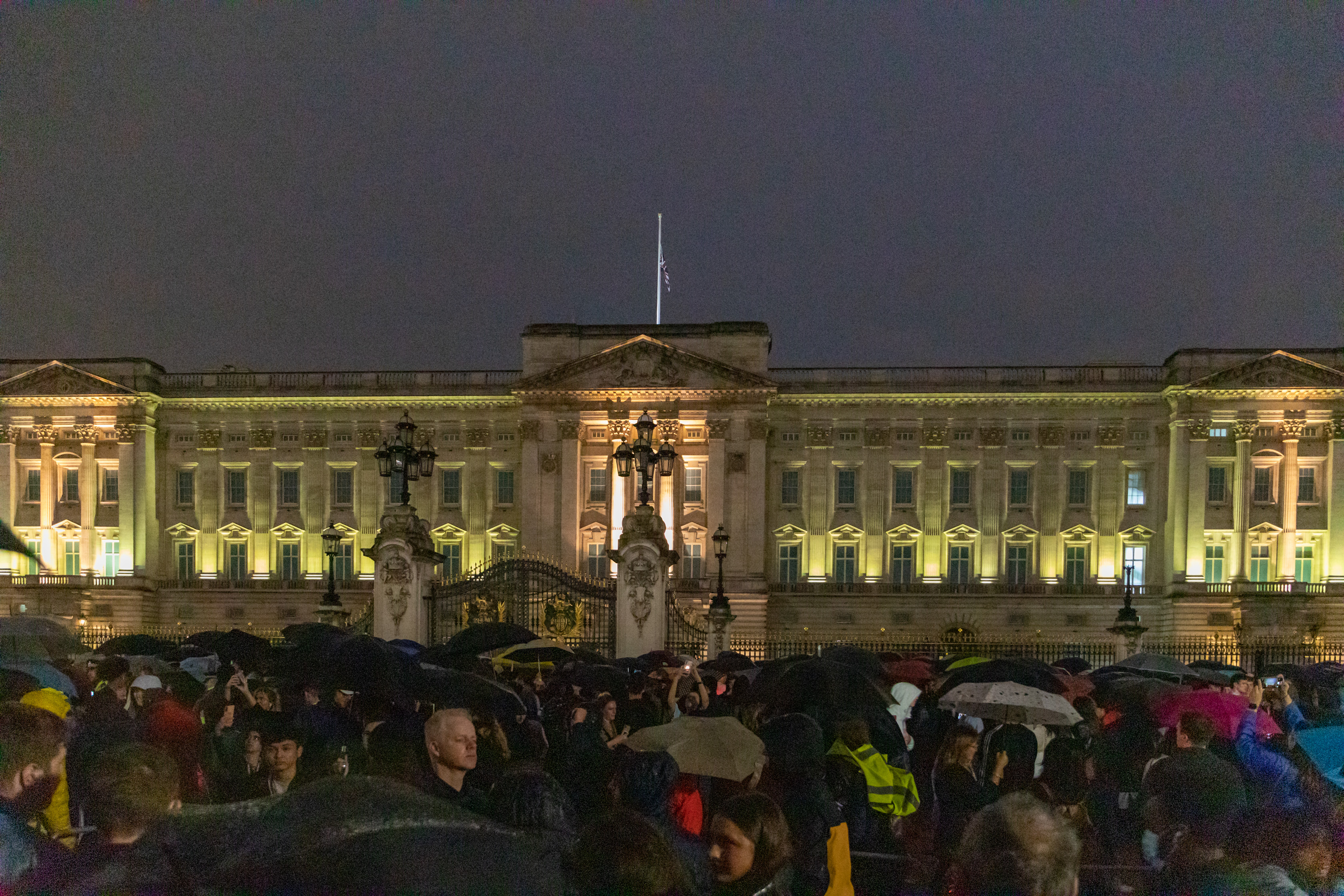
Folkmassor utanför Buckingham Palace efter Elizabeth II:s död.

I enlighet med protokollet som implementerades efter Dianas död sänktes Storbritanniens unionsflagga på Buckingham Palace till halv stång. Den flög också på halv stång på 10 Downing Street och Balmoral Castle. Eftersom den nya monarken redan var på Balmoral Castle när han blev kung, sänktes Storbritanniens kungliga flagga och höjdes igen vid slottet. Den kungliga flaggan för Skottland sänktes till halv stång vid Palace of Holyroodhouse, och Wales flagga vid Cardiff Castle sänktes också. Enorma folkmassor samlades utanför kungliga bostäder för att sörja drottningen och regnbågar syntes i himmeln ovanför Buckingham Palaces och Windsor Castle.
Strax efter 19:30 spelade Philadelphia Orchestra, efter att ha avsatt sitt program för sin planerade BBC Proms-konsert, "God Save the King" i Royal Albert Hall.
Klockan 20:00 anlände prins Harry, som hade rest ensam och rest senare än de andra familjemedlemmarna, till Balmoral.

### 9 september

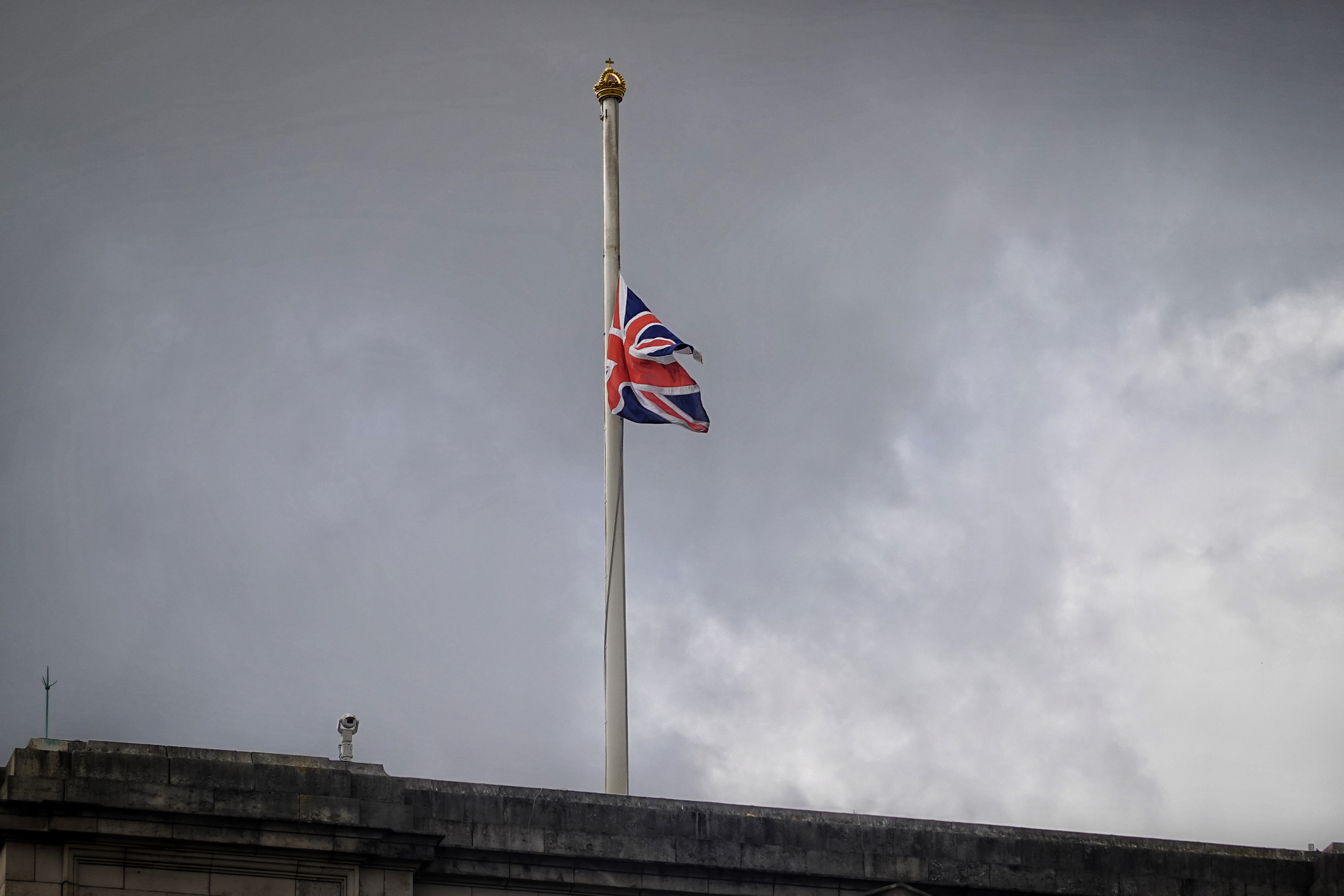
Buckingham Palace-flaggan på halv stång.

Kung Charles III och Camilla av Storbritannien reste från Balmoral till Buckingham Palace där de hälsade på skaran av sörjande utanför portarna. Kungen höll sedan en personlig audiens med premiärministern innan han hyllade sin mor i ett tal till nationen. På Westminsterpalatset samlades parlamentsledamöter för att läsa upp sina meddelanden om kondoleanser och hyllningar till drottningen och familjen.

Bilder på drottningen flankerar en rulltrappa vid Tottenham Court Road station.

I Charles första tal som kung förklarade han en sorgeperiod som förväntas pågå och iakttas av kungafamiljen och medlemmar av det kungliga hushållet fram till sju dagar efter drottningens statsbegravning den 19 september. Alla flaggor i kungliga residens beordrades att sänkas till halv stång förutom den kungliga flaggan som, i enlighet med både långvarigt protokoll och som bekräftats av den framlidna drottningen, fortsatt skulle vaja på  hel stång där den nuvarande monarken är i residens. Alla kungliga residens stängdes för allmänheten tills efter statsbegravningen. En 96-kanoners salut avfyrades i Hyde Park av King's Troop, Royal Horse Artillery, såväl som vid Tower of London av Honourable Artillery Company, vid Edinburgh Castle av Royal Artillery, vid Cardiff Castle och Stonehenge av 104:e Regementet Royal Artillery, vid Caernarfon Castle, vid York Museum Gardens, och ombord på Royal Navy-fartyg. En digital kondoleansbok upprättades på den kungliga webbplatsen. Kyrkklockorna ringde i Westminster Abbey, Sankt Paulskatedralen och andra kyrkor över hela Storbritannien. Vid Windsor Castle ringde Sebastopol-klockan, som bara rings för att markera dödsfallen för seniora kungliga medlemmar, 96 gånger, en gång i minuten från klockan 12:00 till 13:35, vilket markerar 96 år av drottningens liv. Den brittiska regeringen publicerade vägledning om detaljer kring landssorgen, där det beskrivs att företag, offentlig service, sportevenemang och offentliga arenor inte var tvungna att stänga.
I Sankt Paulskatedralen hölls en gudstjänst klockan 18:00 där seniora politiker och 2000 medlemmar av allmänheten deltog. Ceremonin markerade den första officiella återgivningen av "God Save the King" under Charles III:s regeringstid. Premiärministern läste högt, biskopen av London höll ett tal och ärkebiskop av Canterbury sa välsignelserna. När gudstjänsten inleddes, spelades "In Memoriam" från For the Fallen av Edward Elgar; psalmerna "All My Hope on God is Founded" och "Livets Ande kom från ovan" sjöngs under gudstjänsten.

### 10 september
Klockan 11:00 sköts en 21-kanoners salut vid Tower of London, Cardiff Castle, Edinburgh Castle, Castle Cornet, Gibraltar och flottbaser och fartyg till havs som markerade proklamationen av Charles III. Efter proklamationsceremonin hälsade kungen folkmassorna utanför Buckingham Palace. Stora vägar i Edinburgh stängdes av som förberedelse för att drottningens kista skulle transporteras från Balmoral till Palace of Holyroodhouse, varefter kistan flyttades till St. Giles katedral för allmänheten att se och visa respekt. Drottningens tre yngsta barn, prinsessan Anne och hennes man Timothy Laurence, prins Andrew och prins Edward och hans fru Sophie, tillsammans med fem av hennes barnbarn Peter Phillips, Zara Tindall, prinsessan Beatrice, Prinsessan Eugenie och Louise Windsor, deltog i en gudstjänst på Crathie Kirk och tittade på blomhyllningar utanför Balmoral. Kungens söner, prins William och prins Harry, tillsammans med sina gemåler, Catherine, prinsessa av Wales och Meghan, hertiginna av Sussex, tittade på blomsterhyllningar utanför Windsor Castle.
Seniora parlamentsledamöter, inklusive premiärminister Liz Truss, svor en trohetsed till Charles III vid ett extrainsatt sammanträde i parlamentet. Buckingham Palace meddelade att Elizabeth II:s statsbegravning skulle hållas den 19 september. Den brittiska regeringen meddelade senare att dagen skulle vara en nationell helgdag. Kungen och drottninggemålen höll en audiens för ärkebiskopen av Canterbury på Buckingham Palace. Kungen träffade därefter premiärministern en andra gång och höll audienser med medlemmar av hennes kabinett och med ledare för oppositionspartierna.
Gaston Browne, premiärminister för Antigua och Barbuda, bekräftade Charles III:s roll som nationens statschef, men tillade att en folkomröstning om huruvida landet skulle bli en republik skulle kunna äga rum inom tre år.

### 11 september
Den 11 september klockan 10:06, transporterades drottningens kista från Balmoral Castle med en kortege till tronrummet i Palace of Holyroodhouse i Edinburgh där den var kvar till eftermiddagen den 12 september. Kistan var draperad med den skotska versionen av den kungliga flaggan, och hade en krans ovanpå bestående av dahlior, luktärt, flox, ljung och tallgran från slottsträdgårdarna.
Kortegen, som prinsessan Anne och hennes make Timothy Laurence var en del av, varade i drygt sex timmar under en 175 mil lång färd genom Aberdeenshire, Aberdeen, Angus, Dundee, Perth och Fife innan den nådde Holyrood Palace klockan 16:23, där prins Andrew, prins Edward och Sophie väntade på dess ankomst. Kortegen gick förbi byggnader och platser som hade en personlig koppling till drottningen, inklusive Crathie Kirk, King George VI Bridge och Queensferry Crossing. Människor stod längs vägen till kortegen för att visa respekt, och några applåderade när  kistan hade passerat. I Aberdeenshire bildade bönder en honnörsvakt med traktorer.
Kungen träffade generalsekreteraren för Samväldet på Buckingham Palace, varefter han och drottninggemålen var värd för Realm High Commissioners och deras makar i Bow Room på Buckingham Palace. Parlamentsledamöter fortsatte att hylla drottningen i parlamentet, och hyllningar i Wales nationalförsamling leddes av Mark Drakeford.
BBC One började återgå till normala sändningar efter att ha ägnat sina sändningar åt konstant rullande nyhetsbevakning sedan drottningens död. ITV, Channel 4 och Sky återupptog sina reklamavbrott som inte hade förekommit sedan drottningens död tillkännagavs.

### 12 september
Kungaparet reste till Westminster Hall för att ta emot kondoleanser från House of Commons och House of Lords. Kungen höll ett tal till båda kamrarna med 900 parlamentariker närvarande. Charles uttalade sig om att: "Parlamentet är det levande och andande instrumentet för vår demokrati. Att era traditioner är uråldriga ser vi i byggandet av denna stora sal och påminnelserna om medeltida föregångare till det ämbete som jag har blivit kallad." Kungen och drottninggemålen reste därefter till Edinburgh med flyg. På Palace of Holyroodhouse hälsade kungaparet på allmänheten och tittade på blomsterhyllningar. Kungen inspekterade sedan honnörsvakten från det kungliga regementet i Skottland, och därefter följde nyckelceremonin.
Drottningens kista bars i  procession till St. Giles katedral. Den draperades med Skottlands kungliga flagga med en krans ovanpå bestående av vita rosor, vita freesia, vita krysantemum, torkad vit ljung (från Balmoral), martornar, blad, rosmarin, hebe och pittosporum. Kungen, prinsessan Anne och Timothy Laurence, prins Andrew, prins Edward, bärarpartiet från Royal Regiment of Scotland och Royal Company of Archers deltog i processionen till fots längs med Royal Mile. Drottning Camilla och Sophie följde tätt efter i deras bil. Vapen avfyrades varje minut från Edinburgh Castle under processionen och upphörde först när likbilen stannade utanför katedralen.
Kungaparet, prinsessan Anne och Timothy Laurence, prins Andrew, prins Edward och Sophie, politiker och representanter från drottning Elizabeths skotska välgörenhetsorganisationer och andra organisationer deltog i en tacksägelsegudstjänst i St. Giles katedral, ledd av dess pastor Calum MacLeod för att fira drottningens liv och lyfta fram hennes koppling till Skottland. Före gudstjänsten placerade Alexander Douglas-Hamilton, 10:e hertig av Hamilton, Skottlandskronan på kistan. Gudstjänsten inkluderade sång av psalm 118 på gaeliska av Karen Matheson.
På Holyroodhouse hade kungen en audiens hos Skottlands försteminister, Nicola Sturgeon, och det skotska parlamentets ordförande, Alison Johnstone. Kungaparet besökte det skotska parlamentet för att ta emot en kondoleansmotion. Tillsammans med parlamentsledamöterna höll de två minuters tystnad. Drottningens kista låg i vila vid katedralen under 24 timmar, ständigt bevakad av Royal Company of Archers, vilket lät folket i Skottland visa respekt. Omkring 33 000 personer gick förbi kistan för att visa respekt. På kvällen höll kungen, prinsessan Anne, prins Andrew och prins Edward en valvaka vid katedralen, en sed som kallas prinsarnas vaka; prinsessan Anne var den första kvinnan som deltog.
Medlemmar av den lagstiftande församlingen i Nordirland hyllade drottningen.

### 13 september
Kungaparet reste till Belfast och besökte Hillsborough där de träffade allmänheten på huvudgatan. De reste sedan till Hillsborough Castle. De tittade på en utställning som belyste drottning Elizabeths koppling till Nordirland. De träffade också medlemmar av allmänheten och tittade på blommiga hyllningar utanför slottet. Kungen träffade sedan Chris Heaton-Harris, Storbritanniens minister för Nordirland, och partiledare. Talmannen för Nordirlands församling, Alex Maskey, levererade ett kondolenasmeddelande. Efter en kort mottagning i Hillsborough, träffade kungaparet stora trosledare i Nordirland och reste sedan vidare till St. Anne's katedralen innan de reste tillbaka till London.
Vid minnesgudstjänsten i St. Anne's katedralen hyllade ärkebiskopen av Armagh John McDowell, chefen för den irländska kyrkan, drottningen för hennes ansträngningar att skapa fred i Irland. En Sinn Féin-delegation var närvarande vid katedralen, även om det republikanska partiet meddelat att de inte skulle delta i några evenemang som markerar Charles III som kung. Även premiärminister Liz Truss, Irlands president Michael D. Higgins och Irlands regeringschef Micheál Martin deltog i gudstjänsten. I slutet av gudstjänsten mötte kungaparet medlemmar av allmänheten på Writer's Square.
Förste minister Nicola Sturgeon, presiderande officer Alison Johnstone och skotske sekreteraren Alistair Jack deltog i en sista bönegudstjänst i St. Giles-katedralen, innan drottningens kista togs med likbil från katedralen till Edinburghs flygplats när tusentals människor stod längs med gatorna. Den togs ombord på en Royal Air Force C-17 Globemaster till RAF Northolt, tillsammans med prinsessan Anne och hennes make, Timothy Laurence. Royal Air Force Bearer Party bar kistan upp på flygplanet och en honnörsvakt bildades av Royal Regiment of Scotland. På väg till London ersattes den skotska versionen av kungliga flaggan som draperade kistan med den brittiska kungliga flaggan som används i resten av Storbritannien.
Väl i London tog Queen's Color Squadron rollen som bärarpartiet och bildade honnörsvakten. Kistan placerades i State Hearse, som hade designats i samråd med drottningen, som sedan fördes vidare till Buckingham Palace via A40, Westbourne Terrace, Lancaster Gate, Bayswater Road, Marble Arch, Park Lane, Hyde Park Corner och Constitution Hill. Folk stod längs med gatorna när kortegen tog sig till palatset. Kistan placerades sedan i Bow Room i Buckingham Palace i närvaro av drottningens barn och barnbarn tillsammans med deras gemåler, inklusive kungen och drottninggemålen, prinsen och prinsessan av Wales och hertigen och hertiginnan av Sussex, samt drottningens brorson och systerdotter (barn till Prinsessan Margaret, grevinna av Snowdon).

### 14 september

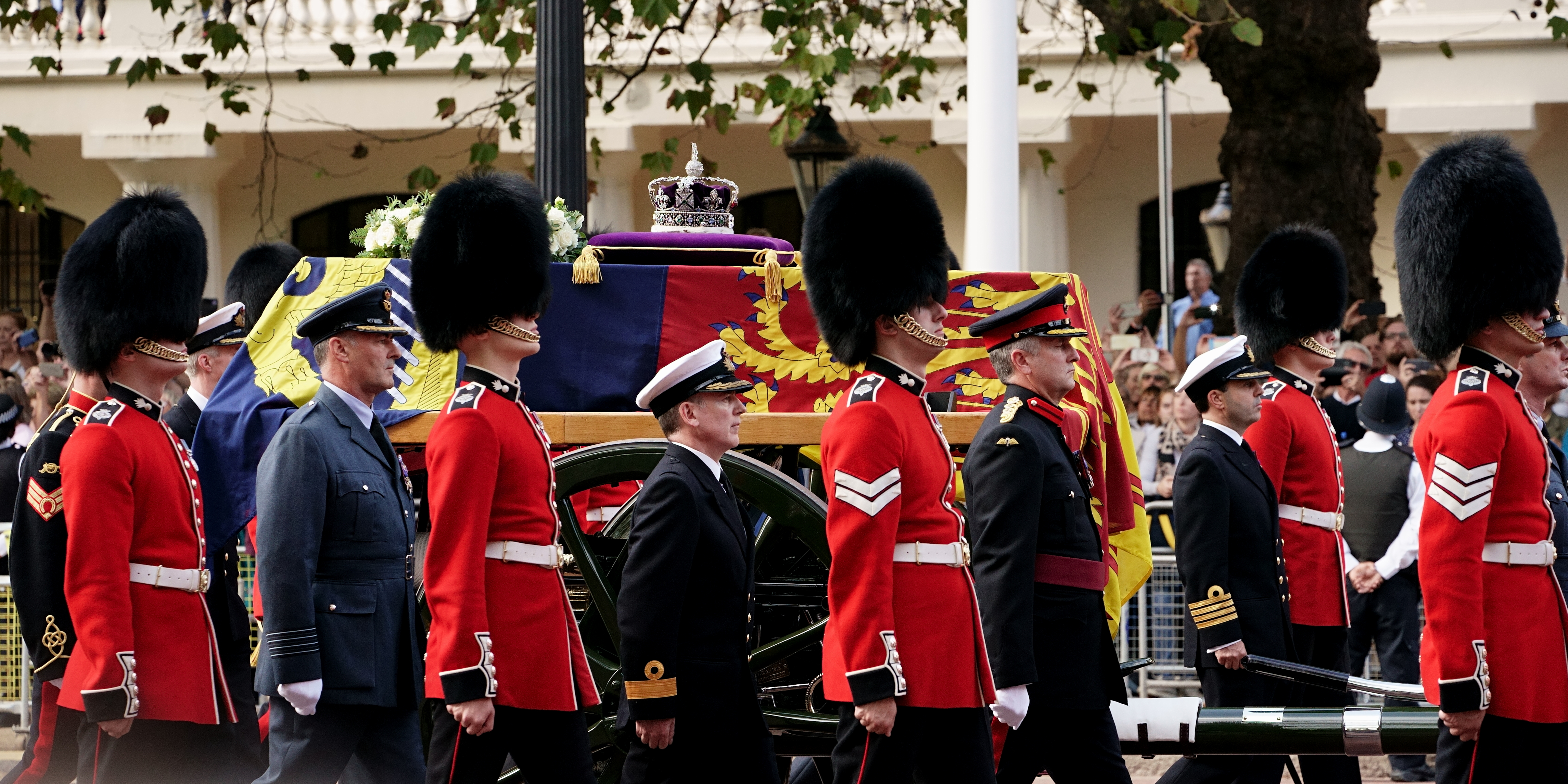
Drottningens kortege beger sig mot The Mall mot Westminster Hall i Westminsterpalatset.

Denna dag var drottningens kista prydd med imperiestatskronan och en krans av vita rosor, dahlior och ett urval av blad (inklusive tall från Balmoral, pittosporum, lavendel och rosmarin från Windsor). Den transporterades på en hästdagen vapenvagn av King's Troop Royal Horse Artillery (som tidigare användes för att bära hennes föräldrars kistor), från Buckingham Palace till Westminster Hall i en militär procession. Kungen, prinsessan Anne, prins Andrew, prins Edward, prins William, prins Harry, David Armstrong-Jones, andra jarlen av Snowdon, prins Richard och Timothy Laurence följde kistan till fots. Som icke-arbetande kungligheter bar prins Andrew och prins Harry inte militäruniformer vid tillfället. Drottninggemålen och Catherine följde processionen i en bil, medan Sophie och Meghan följde efter i en annan. De fick senare sällskap av Prins Edward, hertig av Kent och Prins Michael av Kent i Westminster Hall. Militärbanden spelade stycken av Ludwig van Beethoven och Felix Mendelssohn och ackompanjerade marschen i en takt av 75 slag per minut. Big Ben ringde varje minut när processionen fortsatte och vapen avfyrades från Hyde Park av King's Troop Royal Horse Artillery. Processionen tog kistan genom Queen's Gardens, The Mall, Horse Guards Parade, Horse Guards Arch, Whitehall, Parliament Street, Parliament Square och New Palace Yard.

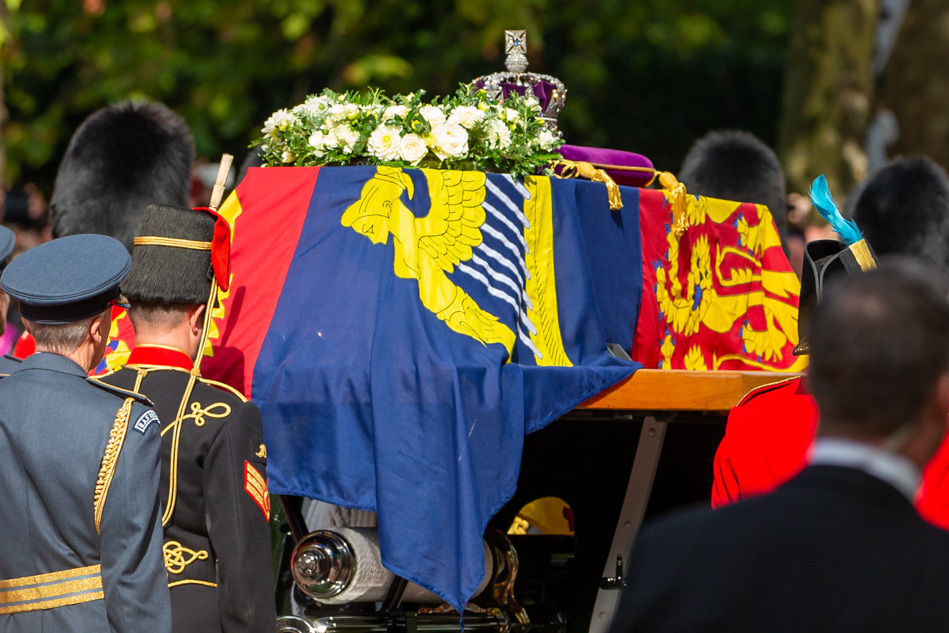
Kortege med Elizabeth II:s kista till Westminster Hall där kistan låg i lit de parade.

Medlemmar av de tre väpnade styrkorna bildade en honnörsvakt för att ta emot kistan på parlamentstorget. Efter att kistan anlänt placerade soldater från Queen's Company 1st Bataljon Grenaider Guards kistan på en katafalk. Ärkebiskopen av Canterbury och dekanus av Westminster genomförde en gudstjänst i närvaro av kungen och medlemmar av kungafamiljen. Psalm 139 sjöngs under den korta gudstjänsten. Kistan låg därefter på "lit de parade", övervakad dygnet runt och öppen för allmänheten 23 timmar per dygn fram till klockan 06:30 morgonen för hennes begravning den 19 september.
En tyst minut hölls i Dáil Éireann, det irländska parlamentets huvudkammare.

### 15 september
Prins William och Catherine reste till Norfolk för att se hyllningar utanför Sandringham och för att träffa allmänheten. Prins Edward och Sophie gjorde samma sak på St. Ann's Square, Manchester Central Library och katedralen i Manchester, medan Prinsessan Anne och Timothy Laurence tittade på hyllningar på Glasgow City Chambers och träffade allmänheten på George Square.
Kungaparet tillbringade dagen i Highgrove House respektive Ray Mill House.

### 16 september
Kungen och drottningen besökte Wales och avslutade sin turné i Storbritanniens fyra nationer. De anländet till ljudet av en kunglig pistolhälsning från Cardiff Castle. Folkmassor var inne på slottsområdet och en tyst protest av 100 personer mot monarkin hölls av fackföreningar, medlemmar av Wales Labour party och jämställdhetskampanjer, ledda av Bethan Sayed.
Kungaparet deltog i en gudstjänst med bön och reflektion för drottningens liv i Llandaff-katedralen. Den organiserades av den walesiska regeringen. Biskopen av Llandaff, June Osborne, och ledare för andra trosriktningar läste bönerna; ärkebiskopen av Wales, Andrew John, höll ett tal på både engelska och kymriska. Kören, ackompanjerad av harpisterna Alis Huws och Catrin Finch, framförde hymnen "A Welsh Prayer" komponerad av Paul Mealor med ord av Grahame Davies. Efter gudstjänsten träffade kungaparet medlemmar av allmänheten på närliggande Llandaff Green.
Kungaparet besökte sedan Senedd för att ta emot en kondoleansmotion, och kungen talade till parlamentet på engelska och kymriska. På Cardiff Castle hade kungen audienser med Wales försteminister, Mark Drakeford och Llywydd, Elin Jones. På slottet höll de också audienser med personer som var förknippade med deras kungliga beskydd, innan de träffade medlemmar av allmänheten på slottsområdet. När kungaparet återvände till London träffade de ledare för olika trossamfund vid Buckingham Palace.
Prins William och Catherine besökte Army Training Center Pirbright för att träffa trupper utplacerade i Kanada, Australien och Nya Zeeland som skulle delta i statsbegravningen. Prins Edward och Sophie träffade medlemmar av allmänheten och såg på hyllningar vid Windsor Castle.
I Westminster Hall höll kungen och hans syskon under kvällen en vaka runt drottningens kista, som de gjort i Edinburgh tidigare under veckan. De bar militäruniform när de satte upp vakt vid katafalkens fyra hörn i ungefär tio minuter. Prins Andrew hade inte burit en militäruniform vid några händelser som markerade drottningens död före detta tillfälle, men ett undantag gjordes vid denna vaka.

### 17 september
Vid Buckingham Palace tog kungen emot försvarsstaben, inklusive First Sea Lord, chef för generalstaben, chef för försvarsstaben, vice försvarsstabschef och befälhavare för Storbritanniens strategiska kommando. Han träffade sedan räddningstjänstarbetare vid Metropolitan Polices i Lambeth som organiserade aspekter av drottningens statsbegravning. Kungen och prins Andrew besökte därefter kön för att prata med dess deltagare. Prins Edward och Sophie mötte folkmassor utanför Buckingham Palace. Generalguvernörerna för samväldet deltog i en mottagning och lunch på Buckingham Palace, värd för kungen, drottninggemålen, prins William och Catherine, Prins Edward, earl av Wessex och Sophie, prinsessan Anne och Timothy Laurence, Prins Richard och Birgitte, Prins Edward, hertig av Kent och Prinsessan Alexandra. Kungen tog också emot premiärministrarna från Kanada, Australien, Bahamas, Jamaica och Nya Zeeland i audiens.
Elizabeth II:s åtta barnbarn – prinsen av Wales, hertigen av Sussex, prinsessan Beatrice, prinsessan Eugenie, Lady Louise Windsor, Viscount Severn, Peter Philips och Zara Tindall – vaktade vid katafalken i Westminster Hall för en 15-minuters valvaka. På kungens begäran var både prinsen av Wales och hertigen av Sussex i militäruniform.

### 18 september
Kungen träffade premiärministrar från Tuvalu, Antigua och Barbuda och Papua Nya Guinea vid Buckingham Palace. Catherine, prinsessa av Wales höll en audiens med Ukrainas första dam, Olena Zelenska. Många dignitärer var närvarande för en mottagning av kungen på Buckingham Palace på tröskeln till begravningen.
Säckpipor på fyra olika platser i Skottland spelade "The Immortal Memory" klockan 18:00. En reflektionsgudstjänst ägde rum klockan 19:30 på The Kelpies. Klockan 20:00 iakttogs en tyst minut över hela Storbritannien. Big Ben skulle hylla drottningen två gånger, en gång klockan 20:00 och igen klockan 20:01 för att markera början och slutet av tystnadens minut, men på grund av ett ospecificerat tekniskt problem gjorde Big Ben inga ringningar i klockorna. I ett skriftligt uttalande tackade kungen allmänheten för deras stöd. Ett tidigare osett fotografi av drottningen, taget i maj 2022, publicerade av Buckingham Palace på tröskeln till hennes begravning.

### 19 september
Statsbegravningen började i Westminster Abbey klockan 11:00. Klockan 16:50 sänktes drottningens kista tillfälligt ner i det kungliga valvet vid St. George's Chapel, Windsor. Klockan 19:30 genomförde kungafamiljen en privat gravsättningsceremoni i King George VI Memorial Chapel med dekanus för Windsor, David Conner, där Elizabeth II lades till vila bredvid sin make, prins Philip, föräldrar och syster.

## Utställning i Westminster Hall

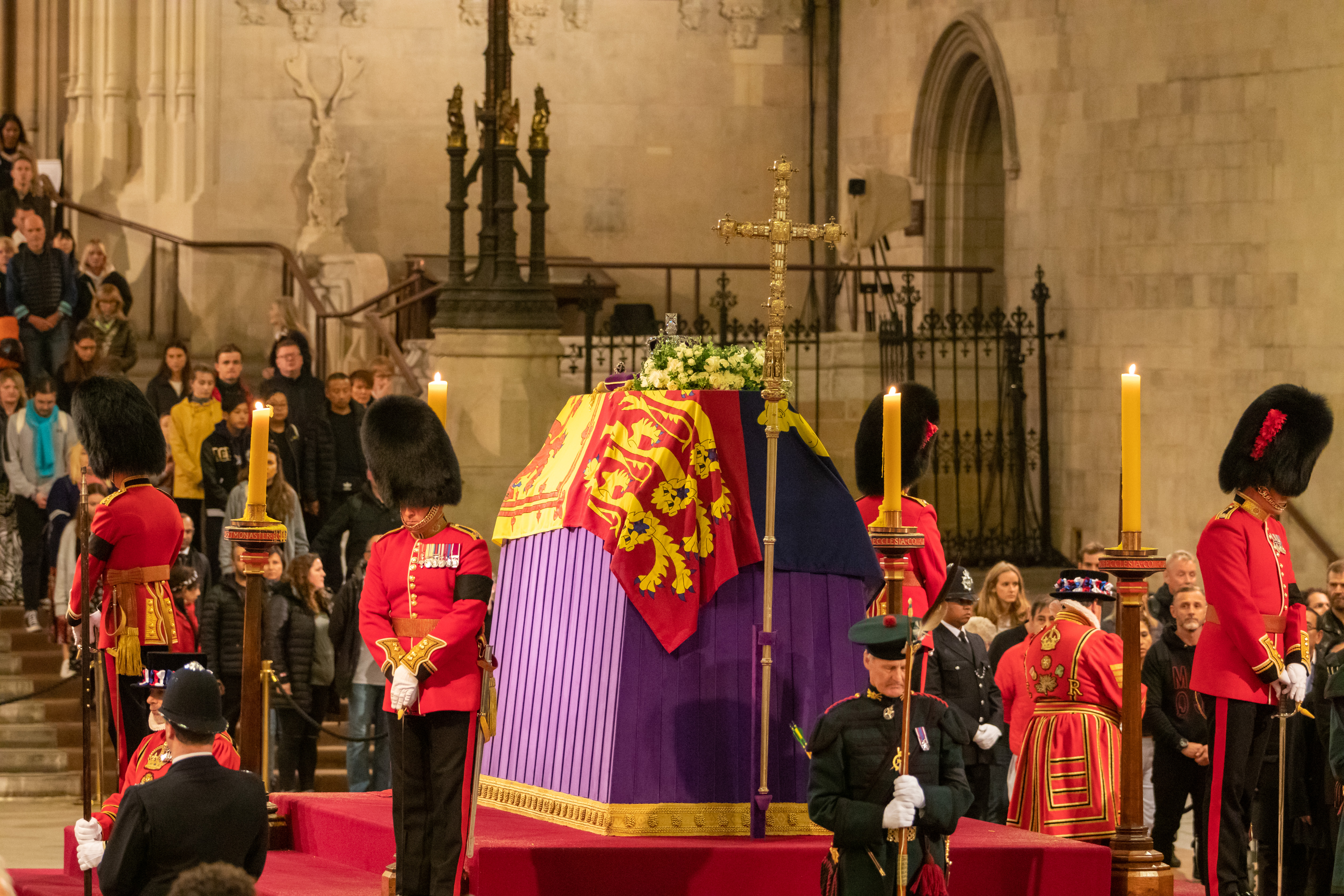
Elizabeth II på lit de parade i Westminster Hall.

Drottningen låg på lit de parade i Westminster Hall och allmänheten kunde besöka kistan som låg på en katafalk. Under hela denna tiden vaktades kistan ständigt av medlemmar av både Sovereign's Bodyguard och Household Division. Allmänheten kunde besöka kistan 23 timmar om dygnet fram till morgonen för drottningens statsbegravning den 19 september.
Förutom den kejserliga statskronan, placerades även andra riksregalier som spiran med korset och riksäpplet på kistan samt Wanamakerkorset av Westminster på spetsen av kistan. Regementsflaggan för The Queen's Company of The Grenaider Guards placerades vid foten av kistan. Både BBC och ITV erbjöd en livesändning av drottningens lit de parade för de som inte kunde delta i Westminster Hall. Olika politiker och kungligheter besökte Westminster Hall för att visa respekt.

### Kön

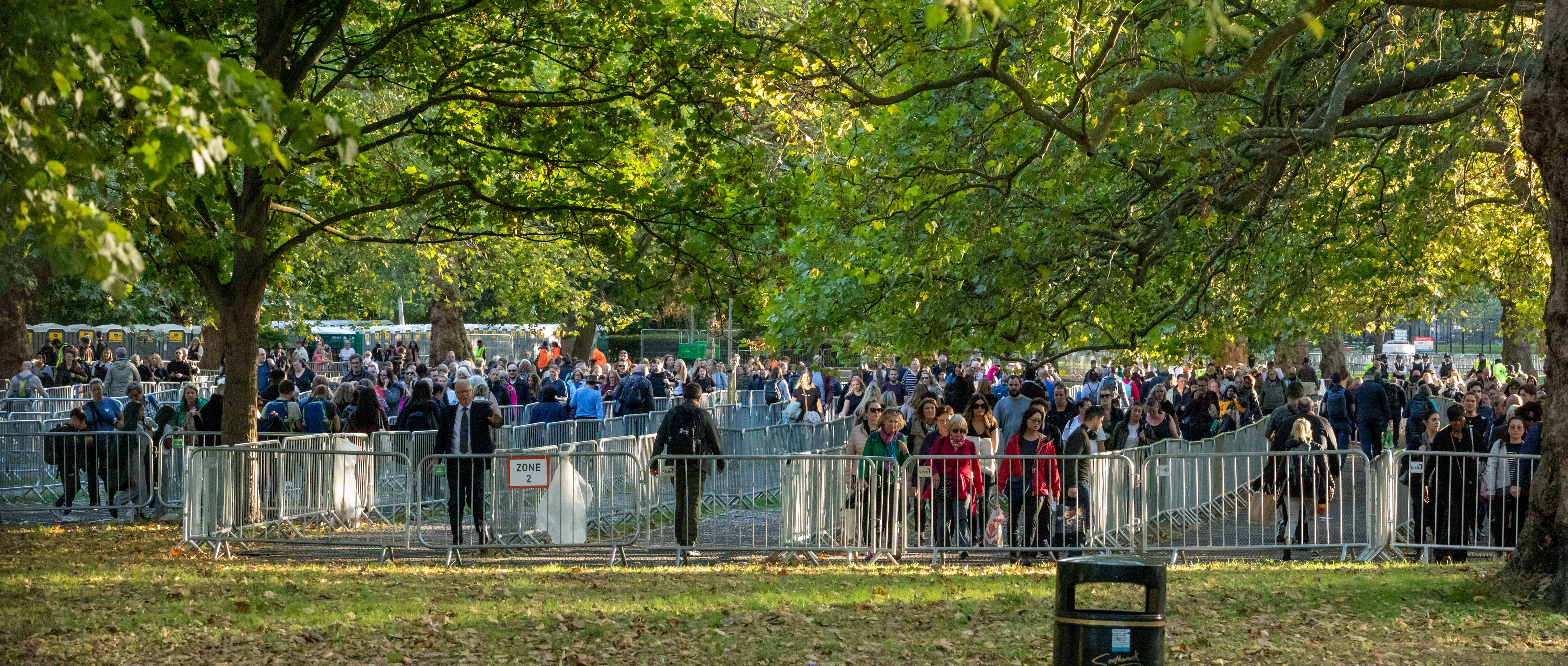
Sörjande längst bak i kön strax efter att den officiellt öppnade igen på eftermiddagen den 16 september i Southwark Park, cirka 8,0 km lång, med en väntetid på 24 timmar.

En mycket låg kö bildades för att se drottningens kista i Westminster Hall med långa väntetider. Många kommentatorer noterade den traditionella kulturella uppfattningen att britterna är bra på att köa. Kön började redan 48 timmar innan utställningen öppnades för allmänheten och blev nästan 8 km lång, med väntetider som översteg 25 timmar på morgonen den 17 september. Regeringen satte upp en hemsida där allmänheten kunde se hur lång kön var. De satte också upp över 500 offentliga toaletter, vattenstånd och första hjälpen-stationer. När kön hade nått maximal längd och tillfälligt stängts bildades en sekundär, inofficiell kö  för att komma in i den primära kön.
Den första dagen av lit de parade, den 14 september, påstods det att en 19-årig man hade förgripit sig sexuellt på två kvinnor i kön genom att blotta sig och därefter hoppat  i Themsen. Den 16 september greps en 28-årig man enligt Public Order Act efter att ha avvikit från kön inne i Westminster Hall och rört vid kistan.

## Statsbegravning

### Planering
Planer för drottningens död har funnits i någon form sedan 1960-talet. Drottningen rådfrågades om alla detaljer som ingick i hennes begravningsplan. Earl Marshal, hertig av Norfolk, är ansvarig för att organisera evenemanget.
Den statliga begravningen hölls i Westminster Abbey klockan 11:00 (BST) den 19 september 2022. Det var första gången som en monarks begravningsgudstjänst har hållits i Westminster Abbey sedan Georg II av Storbritannien 1760, och var den första statliga begravningen i Storbritannien sedan Winston Churchills begravning 1965. Inbjudningar utfärdades till alla länder som Storbritannien har diplomatiska förbindelser med, med undantag för Ryssland, Belarus, Myanmar, Syrien, Venezuela och Afghanistan.
Hotellpriserna steg också dagarna före begravningen i London. Extra tågavgångar sattes in över hela landet för att göra det möjligt för människor att resa till och från London för att visa respekt vid lit de parade och statsbegravningen.

### Helgdagar och högtider

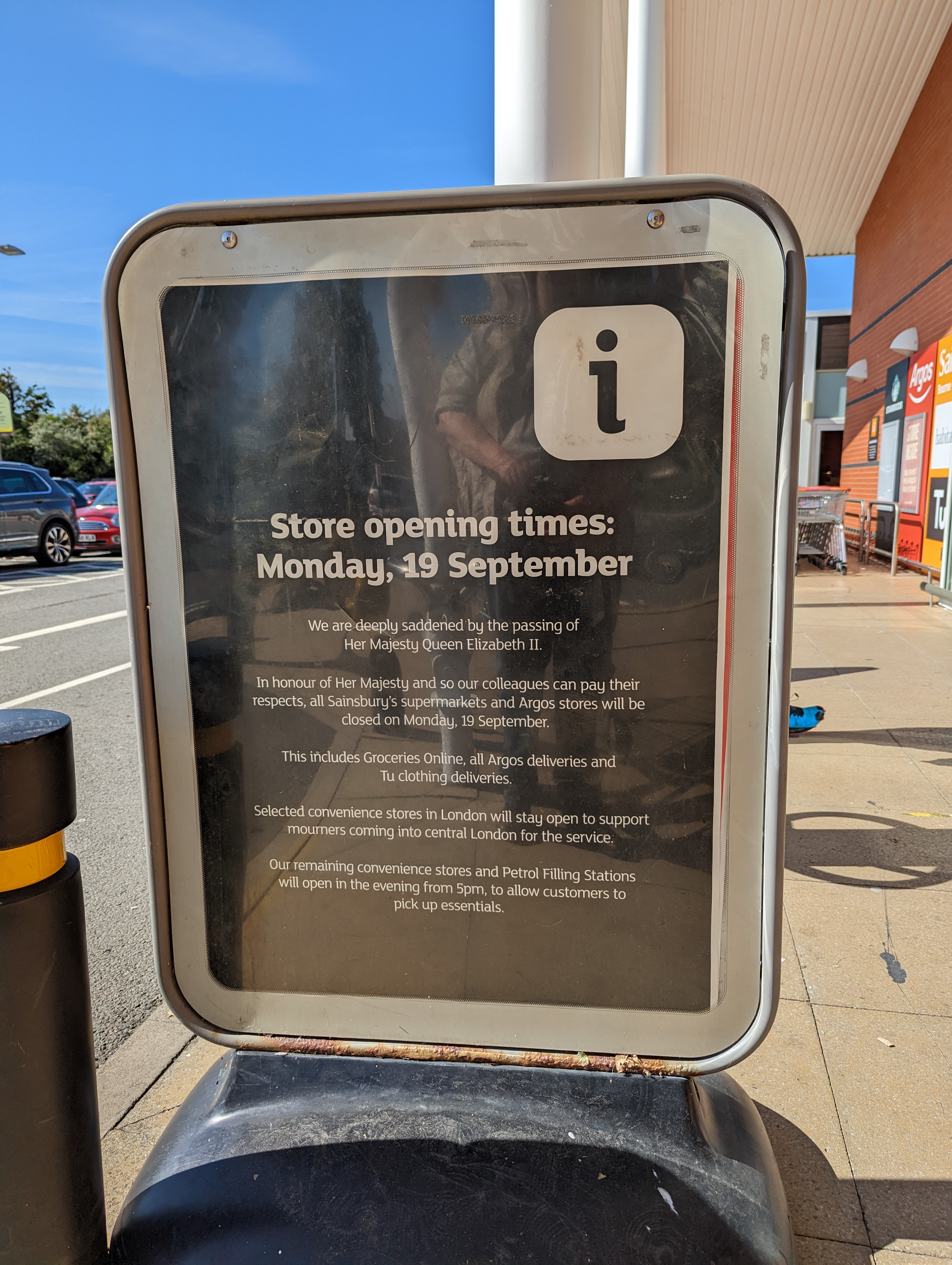
En skylt som tillkännager stängningen av butikerna i Sainsbury's och Argos den 19 september för Elizabeth II:s begravning.

Drottningens kista togs till Wellington Arch, utsikt från InterContinental London Park Lane (hotell i närheten).

Dagen för begravningen (19 september 2022) var en helgdag i Storbritannien, med alla skolor, högskolor och universitet stängda för dagen i hela landet. Londonbörsen var stängd på dagen för begravningen. London Metal Exchange stängde sina kontor på dagen för begravningen, men var öppen för handel. Många företag över Storbritannien, inklusive de flesta stormarknadskedjor och återförsäljare var stängda på dagen för begravningen. National Health Service uppgav att lokala förtroendevalda skulle besluta om de skulle ställa in sjukhusbesök på dagen för begravningen. Kontroversiellt tillkännagav flera matbanker att de skulle stänga på begravningsdagen, och några ändrade sina planer och höll öppet efter att ha mött offentliga motreaktioner.
I Kanada meddelade premiärminister Justin Trudeau att datumet för Elizabeth II:s begravning skulle vara en federal helgdag. I Australien hölls en nationell sorgedag och engångshelgdag den 22 september.

### Sändningar

#### Storbritannien
I Storbritannien sände BBC One begravningen från 08:00 till 17:00. BBC Radio sände ett program på Radio 2, 3, 4, 5 Live och World service. Programmet sändes också i  lokalradio. BBC Radio 1, 1Xtra, Asian Network och 6 Music samsände inte men speglade dagens händelser  nyhetsbevakningen.
ITV meddelade att de skulle bevaka begravningen från 23:45 på söndagen till 06:00 på tisdagen på alla deras kanaler (ITV2, 3, 4, ITVBe och CITV), vilket skulle bli den första gemensamma sändningen över alla deras kanaler. Sky var inställd på att följa efter med sina kanaler. Channel 4 och Channel 5 visade inte begravningen. Channel 4 sände två kungliga dokumentärer och utökad nyhetsbevakning och Channel 5 sände familjefilmer istället. Många av kanalerna  införde annonsfri sändning av begravningen.
Butiker, licensierade anläggningar, församlingar och offentliga salar förblev öppna i Jersey så att människor kunde se begravningen. Storskärmar sattes upp vid katedraler och i allmänna utrymmen för att sända gudstjänsten. Stora nätverk från hela världen förväntas sända begravningen i sina respektive länder, med strömningsalternativ online.

#### Samväldet
- I Australien sändes begravningen på ABC:s radio- och tv-tjänster, samt kanal Nine, Seven och SBS, medan news.com.au stod för en livesändning.
- I Kanada sändes begravningen på CBC över alla sina kanaler. Även CTV sände begravningen.[214]
- I Nya Zeeland sändes begravningen på TVNZ 1 och Three.[215]
- I Indien förväntades sändningen av begravningen göras på India Today, WION och CNN News18, dessutom sänder Times of India och The Hindu på nätet.[216][217]
- I Sydafrika sänder SABC begravningen på sitt nätverk medan andra TV-kanaler fortsatte med regelbunden schemalagd sändning.

#### Internationellt
I stort sett alla nationella offentliga TV-bolag i Västeuropa (exklusive Malta och San Marino) avbröt schemalagd sändning för att sända begravningen, likaså stora sändningsnätverk i Västeuropa.
Följande nätverk och kanaler sände bevakning av begravningen:
- Österrike: ORF 2
- Belgien: VRT, VTM och RTBF
- Danmark: DR1 och TV 2
  -  Färöarna: Kringvarp Føroya
- Finland: Yle
- Frankrike: TF1, France 2, Franceinfo, LCI, BFMTV, France 24
- Tyskland: Das Erste, ZDF, RTL, Sat. 1 och alla stora nyhetskanaler
- Grekland: ERT
- Irland: RTÉ
- Italien: Rai 1, Canale 5, Sky Italia, Realtid
- Japan: NHK
- Luxemburg: RTL Group
- Nederländerna: NOS, RTL Nederland
- NRK, TV 2
- Portugal: RTP, TVI
- Spanien: La 1, Antena 3
- Sverige: SVT, TV4
- Schweiz: SRG SSR
- USA: ABC, NBC, CNN, CBS News, Fox News, C-SPAN

### Deltagare
500 statschefer och utländska dignitärer förväntades vara närvarande vid begravningsceremonin i Westminster Abbey, som kan ta emot upp till 2200 personer.
På grund av det begränsade antalet platser åtföljdes statscheferna endast av sina makar och de uppmanades att hålla sina delegationer så små som möjligt. Inför statsbegravningen utfärdade den brittiska regeringen riktlinjer för de dignitärer som har bjudits till evenemanget, och uppmanade dem att använda kommersiella flygningar eftersom London-Heathrow flygplats inte kunde ta emot privata flyg för begravningen. De som ville flyga privat instruerades att använda andra flygplatser. Dessutom uppmanades  statschefer och gäster att inte använda privata bilar för resor på begravningsdagen. Det fanns planer på att anordna busstransport från en central samlingsplats i London till Westminster Abbey. En talesman för premiärminister Liz Truss sade att arrangemangen för olika ledare skulle variera och att dokumenten endast var vägledande. USA:s president Joe Biden kom till att åka till Westminster Abbey för begravningen i presidentbilen "The Beast".

### Säkerhet
Omkring 10 000 poliser förväntas vara i tjänst varje dag i London under sorgeperioden, i vad som har beskrivits som den "största säkerhetsoperation den någonsin genomfört" av metropolitanpolisen. MI5 och GCHQ har arbetat i samarbete med polisen mot terrorism och metropolitanpolisen för att tillhandahålla säkerhet för begravningen. Beridna poliser  tillhandahöll en del av säkerheten i Windsor med hjälp av drönare som registrerade aktivitet på marken. Officerare med hundar patrullerade olika områden i Windsor för att leta efter misstänkta föremål i bland annat avlopp och soptunnor.

### Kostnad
Begravningskostnaderna betalas av den brittiska regeringen. Den totala kostnaden har inte publicerats, men den förväntas överstiga de 5,4 miljoner pund som betalats för begravningen av Drottning Elizabeth, drottningmodern.

## Begravning
Elizabeth II:s kista tillverkades för över 30 år sedan. Det exakta datumet då den byggdes är inte känt. Den är gjord av engelsk ek och fodrad med bly för att skydda mot fuktskador och därmed bevara hennes kropp, eftersom begravningen sker i en krypta och inte under jord. På grund av vikten krävdes åtta kistbärare för att bära istället för de vanliga sex.
Drottningen och prins Philip, som dog 2021, begravdes i en privat familjegudstjänst klockan 19:30 i King George VI Memorial Chapel vid St. George's. Drottningen och prins Philip begravdes tillsammans med drottningens föräldrar, Georg VI av Storbritannien och Drottning Elizabeth, drottningmodern, och hennes syster, Prinsessan Margaret, grevinna av Snowdon.

## Kröning
Efter drottningens död tillträdde hennes äldsta barn, Charles, prins av Wales, omedelbart Storbritanniens tron som kung Charles III.
Det fanns vissa spekulationer om det regentnamn som skulle antas av den tidigare prinsen av Wales när han efterträdde sin mor. Under sitt formella tv-tal utanför Downing Street 10, gjorde premiärminister Liz Truss det första omnämnandet av kungens kungliga namn under en hyllning till drottningen. Clarence House bekräftade officiellt att den nya kungen skulle bli känd som Charles III kort efter premiärministerns tal. Buckingham Palace släppte kungens första officiella uttalande som monark klockan 19:04:
| ” | Min älskade mors, hennes majestät drottningens, död är en stund av största sorg för mig och för alla medlemmar av min familj. Vi sörjer djupt bortgången av en avhållen regent och en mycket älskad moder. Jag vet att förlusten kommer att kännas i hela landet, i omgivningen, i samväldet och hos otaliga människor runt om i världen. Under denna sorgeperiod och tid av förändring som nu följer kommer min familj och jag att finna tröst och stärkas av den respekt och djupa tillgivenhet som drottningen åtnjöt. | „ |
| – Charles III, i ett officiellt uttalande, https://www.royal.uk/statement-king-following-death-queen | |   |

De flesta av Charles III:s skotska titlar inför kröningen, såväl som titeln hertig av Cornwall, överlämnades till hans äldste son och den nya tronarvingen, prins William, hertig av Cambridge. Den 9 september utsågs William till prins av Wales och jarl av Chester och efterträdde sin nu regerande far.
Inga datum har ännu meddelats för kröningen av Charles III och Camilla, eller för invigningen av prins William som ny prins av Wales.

## Reaktioner

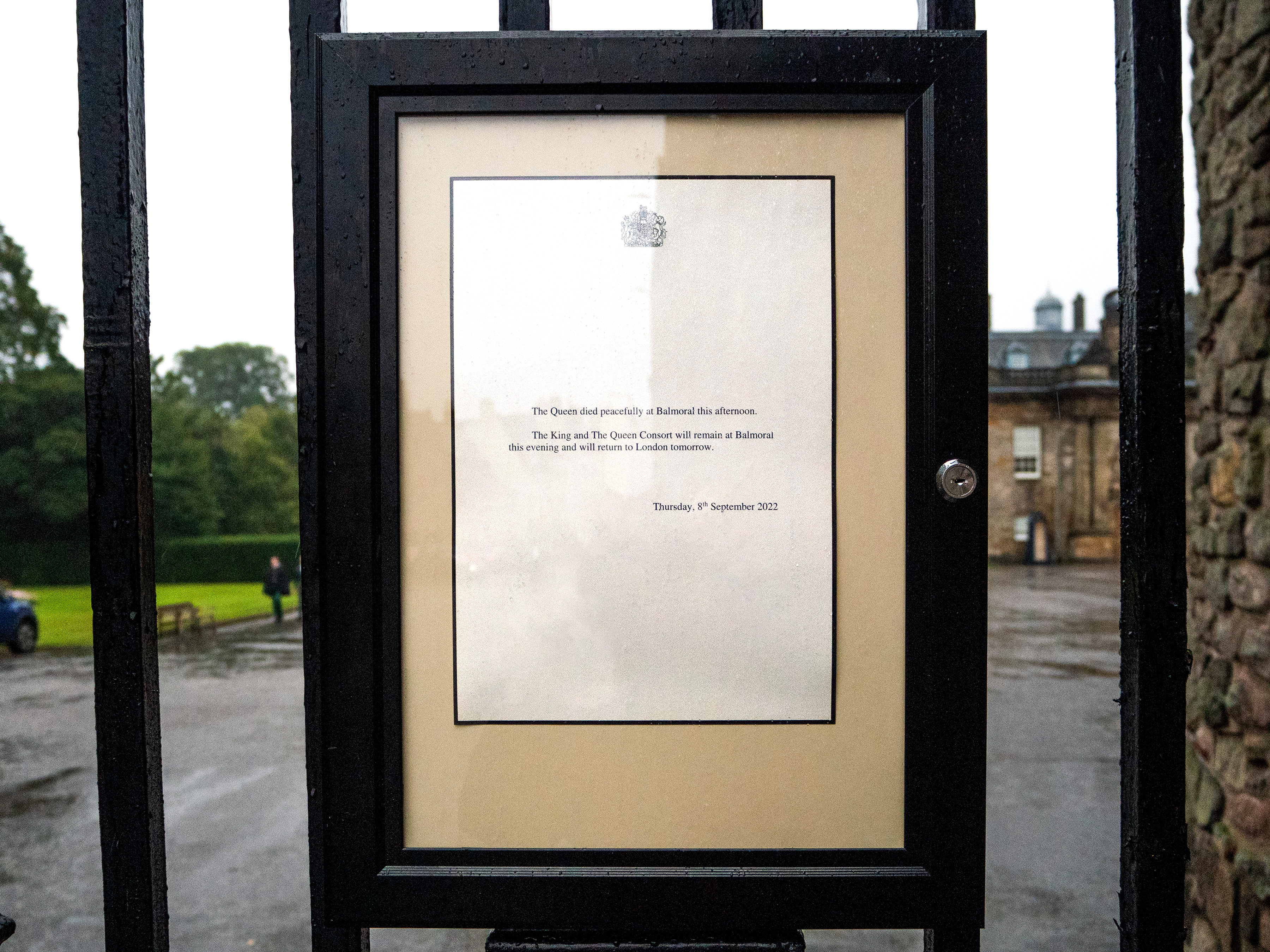
Tillkännagivande om drottningens död uppsatt på Holyrood Palace, Edinburgh.

### Kungafamiljen
Charles III hyllade sin mor i en sändning till samväldet följande kväll:
| ”                                                                            | Till min kära mamma, när du börjar din sista fantastiska resa för att följa med min kära sena pappa, vill jag bara säga detta: tack. Tack för din kärlek och hängivenhet till vår familj och till familjen av nationer som du har tjänat så flitigt under dessa år. Må änglars flyg sjunga dig till din vila. | „ |
| – Charles III, i en officiell sändning, https://www.bbc.com/news/uk-62847191 | |   |

Kungen, tillsammans med prinsessan Anne och prins Edward, hyllade sin mamma i BBC Ones specialprogram A Tribute to Her Majesty The Queen. Den 10 september utfärdade prins William ett uttalande och hyllade sin mormor som han beskrev som en "extraordinär drottning". Den 12 september utfärdade prins Harry ett uttalande där han beskrev sin mormor som en "riktlinjekompass" i plikt och tjänst. Den 13 september utfärdade prinsessan Anne ett uttalande där hon tackade allmänheten för deras meddelanden och beskrev möjligheten att följa med sin mammas kista från Balmoral till London som "en ära och ett privilegium". Den 16 september utfärdade prins Edward ett uttalande där han tackade allmänheten för deras stöd eftersom drottningens död lämnade "ett ofattbart tomrum i alla våra liv". Prinsessan Beatrice och prinsessan Eugenie ett uttalande där de beskrev sin mormor som en "anmärkningsvärd ledare". Den 18 september utfärdade prins Andrew ett uttalande där han prisade sin mors medkänsla, omsorg och självförtroende, som "jag kommer att uppskatta för alltid". Camilla hyllade sin svärmor i BBC Ones specialprogram Eve of the State Funeral.

### Utrikes

#### Sverige
Carl XVI Gustaf framförde kondoleanser till drottningens familj på kvällen:
| ”                                 | Med sorg har min familj och jag i dag mottagit beskedet att min kära släkting, Hennes Majestät Drottning Elizabeth II, har gått ur tiden. Drottningen tjänade Sina länder och Samväldet med en enastående hängivenhet och pliktkänsla. Hon har varit ständigt närvarande, inte bara i det brittiska samhället utan även internationellt. Därtill har Hon i alla år varit en god vän till min familj och en länk till vår gemensamma familjehistoria. Vi framför våra kondoleanser till Drottningens familj och till Hennes folk. | „ |
| – H.M. Konungen, Carl XVI Gustaf, | |   |